# Pfaffia stenophylla
Pfaffia stenophylla är en amarantväxtart som först beskrevs av Spreng., och fick sitt nu gällande namn av Stuchlik. Pfaffia stenophylla ingår i släktet Pfaffia och familjen amarantväxter. Inga underarter finns listade i Catalogue of Life.